# Nymphomaniac
Pour plus de détails, voir Fiche technique et Distribution.
Nymphomaniac (stylisé Nymph()maniac) est un film dano-franco-germano-belge en deux parties (diptyque), écrit et réalisé par Lars von Trier, sorti en 2013.

## Synopsis
Le parcours sexuel d'une femme, raconté en huit chapitres successifs par le personnage principal, Joe, qui s'est auto-diagnostiquée comme étant une nymphomane.

### Liste des chapitres
1. Le Parfait Pêcheur à la ligne
2. Jerôme
3. Mrs. H
4. Delirium
5. La Petite École d'orgue
6. L'Église d'Orient et d'Occident (Le Canard silencieux)
7. Le Miroir
8. Le Pistolet

## Fiche technique
- Titre original : Nymphomaniac

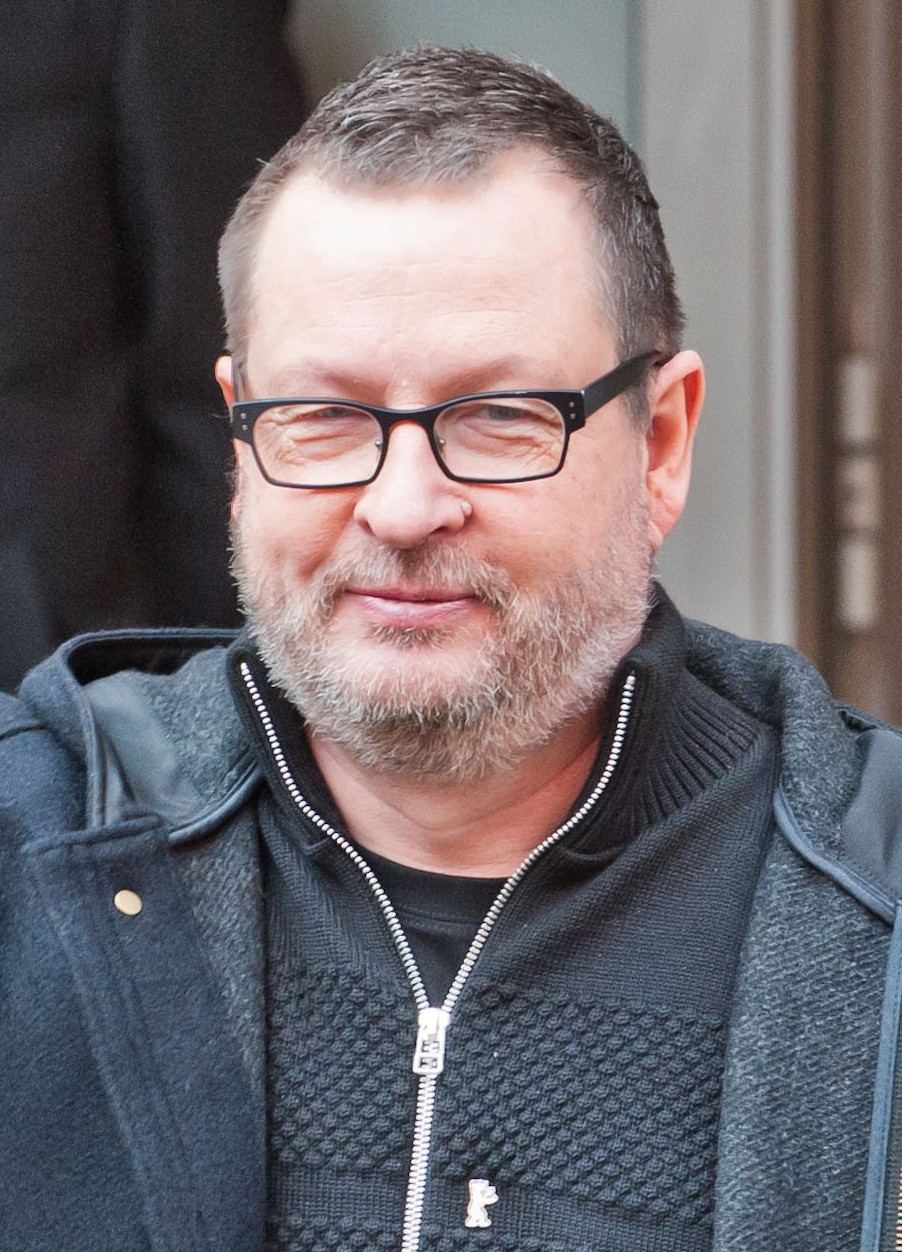
Lars von Trier, réalisateur et scénariste du film.

- Titre du Volume I : Nymphomaniac : Volume 1
- Titre du Volume II : Nymphomaniac : Volume 2
- Réalisation et scénario : Lars von Trier
- Décors : Simone Grau
- Photographie : Manuel Alberto Claro
- Production : Peter Aalbæk Jensen, Marie Cecilie Gade et Louise Vesth
- Société de production : Zentropa, Heimatfilm
- Budget : 9 400 000 €
- Pays d'origine :  Danemark,  Allemagne,  France et  Belgique
- Langue originale : anglais
- Genre : drame
- Durée : 
  - Nymphomaniac : Volume 1 (117 min)
  - Nymphomaniac : Volume 2 (124 min)
  - Version du réalisateur : (326 min)
- Dates de sortie :
  - Danemark : 25 décembre 2013
  - France : 1er janvier 2014 (Volume I)[3], 24 janvier 2014 (festival Premiers Plans d'Angers)[4], 29 janvier 2014 (Volume II)
  - Allemagne : 20 février 2014
- Public :
  - Volume I : Interdit aux moins de 12 ans lors de sa sortie en salles en France[5] puis interdit aux moins de 16 ans.
  - Volume II : interdit aux moins de 16 ans, puis interdit aux moins de 18 ans[6].

## Distribution

### Acteurs présents dans leVolumeIetII
- Charlotte Gainsbourg (VF : Suliane Brahim) : Joe
- Stacy Martin (VF : Zoé Schellenberg) : Joe (jeune)
- Stellan Skarsgård (VF : François Marthouret) : Seligman
- Shia LaBeouf (VF : Vincent Ozanon) : Jerôme Morris
- Christian Slater (VF : Pierre Baux) : le père de Joe
- Sophie Kennedy Clark : B

### VolumeI
- Uma Thurman (VF : Odile Cohen) : Madame H
- Connie Nielsen : Katherine, la mère de Joe
- Jens Albinus (VF : Jean-Michel Fête) : S
- Jesper Christensen : l'oncle de Jérôme
- Hugo Speer (VF : Jérôme Pouly) : Monsieur H
- Cyron Melville (en) : A
- Nicolas Bro : F
- Christian Gade Bjerrum : G
- Maja Arsovic : Joe à 7 ans
- Sofie Kasten : B à 10 ans
- James Northcote et Charlie G. Hawkins (en) : les jeunes dans le train
- Saskia Reeves : l'infirmière
- Clayton Nemrow : l'homme à côté de sa femme dans le train

### VolumeII
- Jamie Bell : K
- Willem Dafoe (VF : Thierry Hancisse) : L
- Mia Goth (VF : Sarah Brannens) : P
- Tabea Tarbiat : Valeria Messalina
- Kookie Ryan : N
- Tania Carlin : Renee
- Christine Urspruch : la petite My
- Daniela Lebang : Brunhelda
- Ananya Berg : Joe à 10 ans
- Morgan Hartley : B à 12 ans
- Michael Pas : Jerôme (vieux)
- Jean-Marc Barr : le gentleman débiteur
- Kate Ashfield : la thérapeute
- Caroline Goodall : la psychologue
- Udo Kier : le serveur

Source et légende : version française (VF) sur le site d’AlterEgo (la société de doublage)

## Production

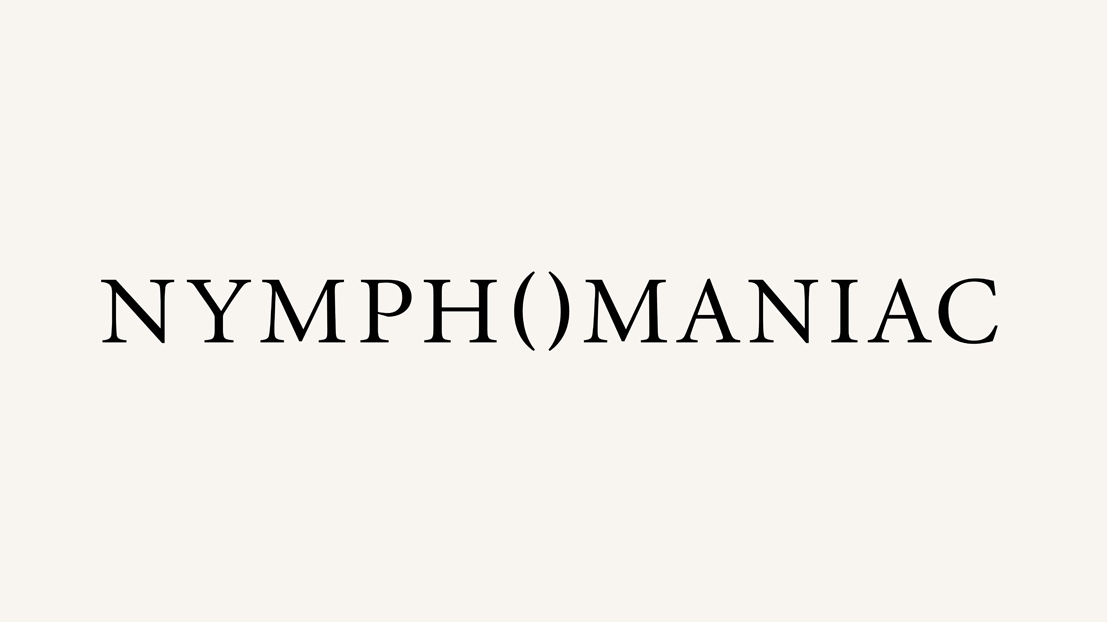
Logo typographique du film.

### Casting

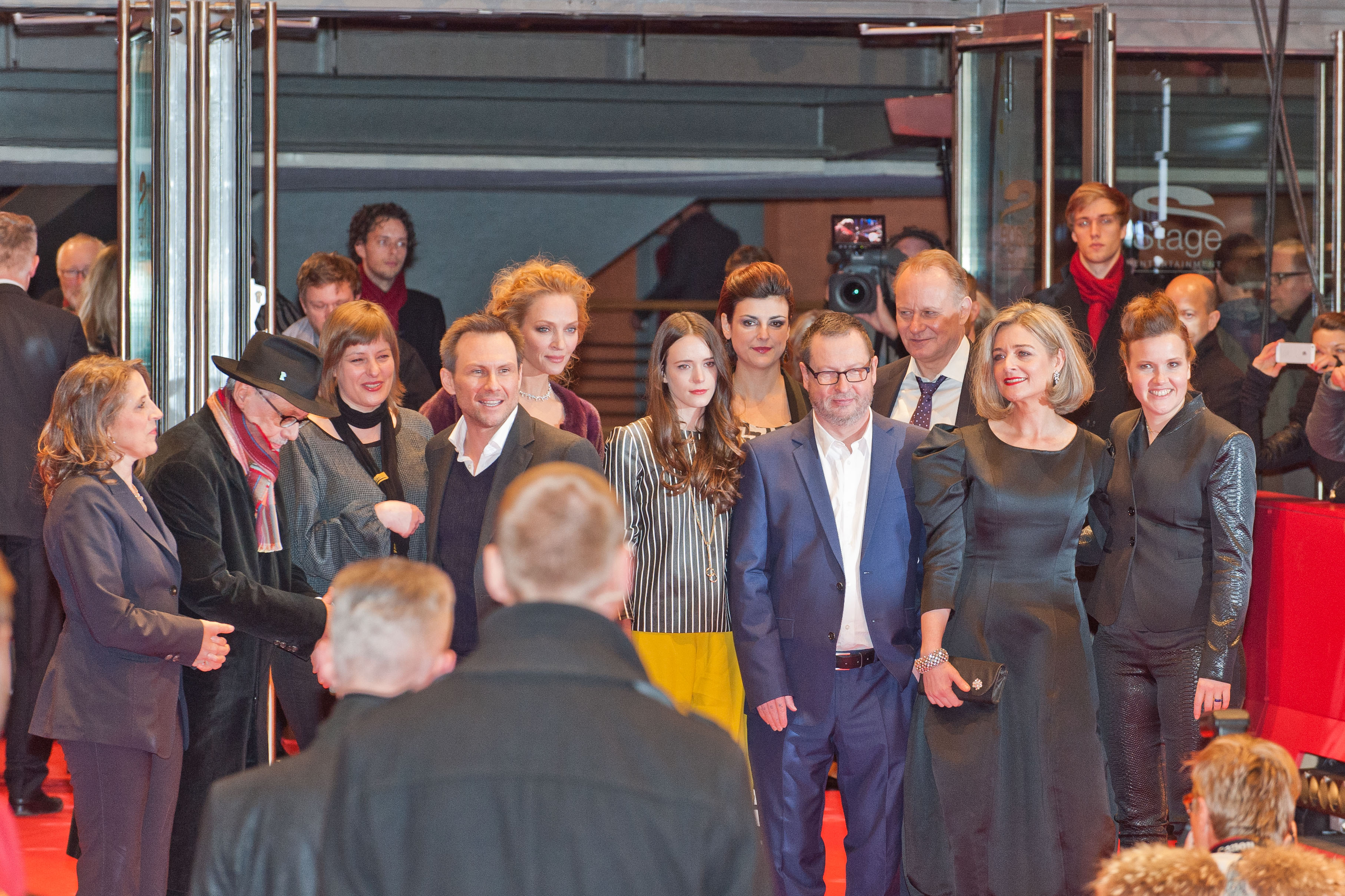
Équipe du film à la Berlinale de 2014.

Nicole Kidman annoncée au casting, se retire du projet en octobre 2012.
Dans ce film, le réalisateur Lars von Trier met en scène nombre de ses acteurs habituels, signant ainsi sa troisième collaboration de suite avec Charlotte Gainsbourg après Antichrist et Melancholia, et aussi Willem Dafoe, sa cinquième avec Stellan Skarsgård, sa septième avec Jean-Marc Barr et sa huitième avec Udo Kier. En revanche, certains acteurs participent pour la première fois à un film de Lars von Trier, comme Shia LaBeouf ou Jamie Bell (ce dernier avait cependant joué dans Dear Wendy, film réalisé par Thomas Vinterberg mais scénarisé par Lars von Trier).

### Tournage
Le tournage du film a débuté le 28 août 2012 et s'est achevé onze semaines plus tard, soit le 9 novembre 2012[réf. nécessaire].
Les lieux de tournage sont situés en Allemagne et en Belgique.

### Promotion
En octobre 2013, des affiches représentant les différents acteurs jouant un orgasme sont présentées.

### Montage et exploitation
Le montage initial a une durée de 5 h 26 et Lars von Trier refuse d'abord de couper. Il laisse donc la responsabilité du montage final à son producteur, Peter Aalbaek Jensen. Le métrage total présenté au public, réduit de 1 h 30, est ramené à 4 heures et est réparti sur deux films.
La version soft du film n'a finalement pas été montée. Le diptyque comporte ainsi des scènes particulièrement explicites, dans lesquelles une partie du corps d'acteurs pornos a été substituée à celle des acteurs « classiques ». Chaque distributeur national est néanmoins autorisé à flouter les parties génitales s'il le souhaite. Le film, interdit aux moins de douze ans lors de sa sortie dans les salles françaises, a finalement été interdit provisoirement aux moins de 16 ans par ordonnance en référé du tribunal administratif de Paris (s'agissant du volume 1) et aussi interdit provisoirement aux moins de 18 ans (pour le volume 2) dans l'attente du jugement des visas de ces films par une formation collégiale de juges.
Le deuxième volume fut interdit en Roumanie puis finalement accepté le 31 janvier 2014.
La version du réalisateur, d'une durée de près de cinq heures et demie, a été présentée hors concours à la 71e édition de la Mostra de Venise.

## Bande originale
Un album de sept pistes a été mis en vente en version numérique par Zentropa le 27 juin 2014, contenant un mélange de musique classique et de rock moderne, ainsi que deux extrait sonores du prologue du film.
1. Prologue part I – Kristian Eidnes Andersen
2. Führe mich – Rammstein (issu de l'édition spéciale de l'album Liebe ist für alle da)
3. Sonata for Violin and Piano in A major, arrangement pour violoncelle - César Franck – Henrik Dam Thomsen et Ulrich Staerk
4. Waltz from Jazz Suite No. 2 - Dmitri Chostakovitch – Russian State Symphony Orchestra
5. Ich ruf zu dir, Herr Jesu Christ (BWV 639), choral pour orgue par Johann Sebastian Bach – Mads Høck
6. Prologue part II – Kristian Eidnes Andersen
7. Hey Joe – Charlotte Gainsbourg

## Distinctions

### Nominations et sélections
- Berlinale 2014 : sélection hors compétition (Volume I)
- Mostra de Venise 2014 : sélection hors compétition (Volume II)

### Récompenses
- Robert du meilleur film danois
- Robert du meilleur réalisateur